# Bivacco Regondi-Gavazzi
Het Bivacco Regondi-Gavazzi (Frans: Bivouac Regondi-Gavazzi) is een hut in de Alpen van Italië die dient als rustplaats of overnachtingsplaats bij het bergbeklimmen. De hut ligt in het Val di Ollomont in het Aostadal op 2590 meter hoogte aan de voet van de Mont Gelé en de Mont Morion. De houten hut is onbemand en heeft 16 slaapplaatsen.
De hut kan bereikt worden vanuit Ollomont via Col Cornet of vanuit Glassier en Conca di By.
De hut kan als hoogtepunt van een eendaagse wandeling gebruikt worden, maar ook zijn er wandelingen/beklimmingen vanuit de berghut die gecombineerd kunnen worden met een overnachting in de hut.

## Wandelingen
- Fenêtre Durand en Cabane de Charion (Zwitserland) 2
- Via Lago di By en Champillon naar Rey 2
- Via Bivacco Savoie naar Glassier 3
- Via Rifugio Amianthe naar Glassier 4

## Beklimmingen
- Mont Gelé (3518 m) via Col du Mont Gelé PD
- Mont Morion (3412 m) AD